# Keith Park
Keith Rodney Park (Thames, Nueva Zelanda; 15 de junio de 1892-Auckland, 6 de febrero de 1975) fue un militar neozelandés famoso por ser el principal responsable, junto con Hugh Dowding, del Mando de Cazas de la RAF en 1940, durante la Segunda Guerra Mundial. Como comandante del Grupo 11, el sector sudeste de la isla que incluía Londres, estuvo a su cargo la parte más importante de la coordinación operativa del dispositivo de alerta temprana, el «sistema Dowding», que resultó crucial para la defensa de Gran Bretaña durante la batalla de Inglaterra.
En la Primera Guerra Mundial participó como artillero en las batallas de Galípoli y del Somme hasta que, después de resultar herido, solicitó su ingreso en el Royal Flying Corps, que después se convertiría en la RAF, donde sirvió el resto de su carrera. En la Segunda Guerra Mundial, además de en la batalla de Inglaterra, dirigió campañas aéreas británicas en Egipto, Malta y el sudeste de Asia. Retirado en 1946, está unánimemente considerado como uno de los más importantes comandantes de cazas en la historia de la guerra aérea. 

## Infancia y juventud
Keith Rodney Park nació el 15 de junio de 1892 en Thames, una pequeña localidad neozelandesa situada en la península de Coromandel. Era el tercer varón y noveno de los diez hijos de James Park, un geólogo procedente de Escocia, y de su esposa Frances Rogers, inglesa. Recibió una educación cristiana y conservó su práctica durante toda la vida. Estudió en el King's College de Auckland hasta 1906 y después en la Otago Boys' High School de Dunedin, hasta que en junio de 1911 se enroló como sobrecargo en la naviera Union Steap Ship Company.

## Primera Guerra Mundial

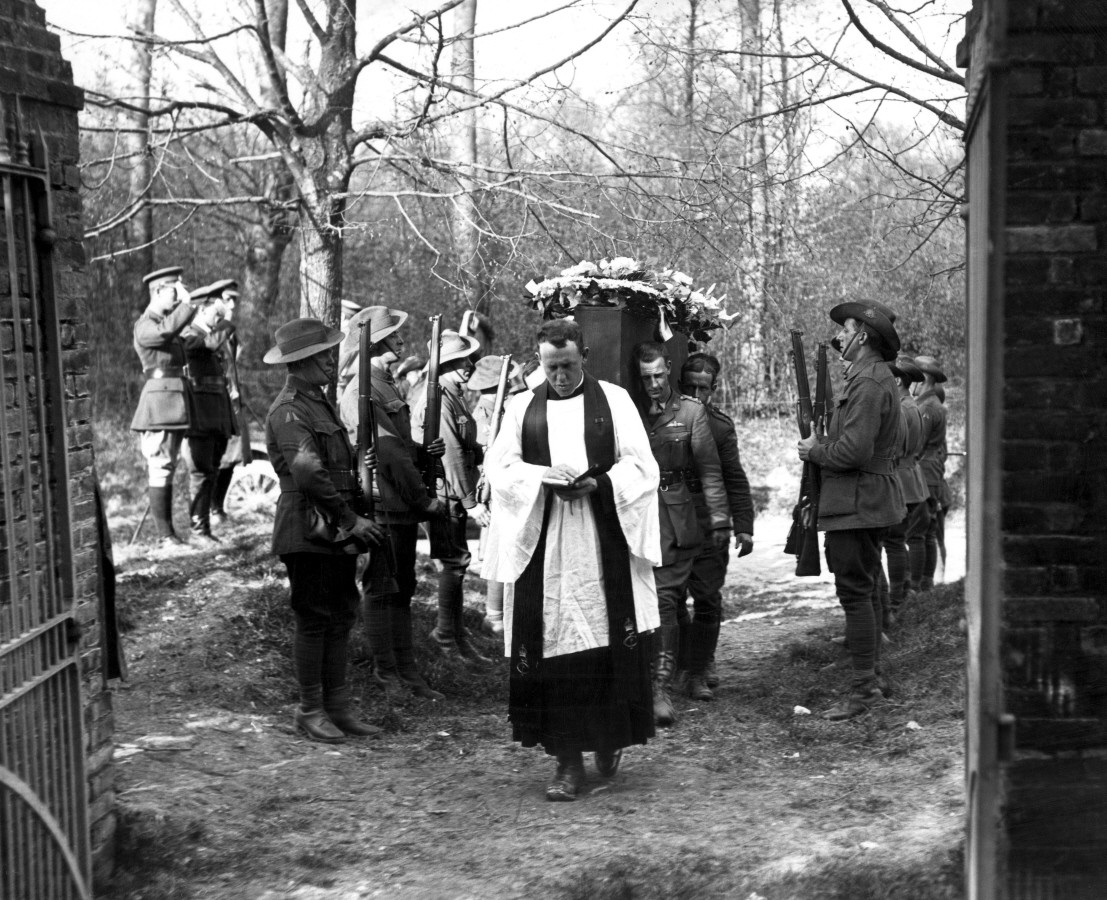
Entierro de Manfred von Richthofen. Park asístió entre otros 50 aviadores británicos (Bertangles, 22 de abril de 1918)

Después de estallar la Primera Guerra Mundial se alistó en diciembre de 1914 y, en enero de 1915, embarcó hacia Egipto. Desde abril sirvió como artillero de una batería de obuses para el ANZAC en la batalla de Galípoli y participó, en agosto, en los desembarcos de la bahía de Suvla. Transferido al cuerpo de artillería del Ejército Británico, el 2 de enero de 1916 su batallón fue enviado al Frente Occidental, donde desde marzo participó en la batalla del Somme hasta que en octubre resultó herido. Después de recuperarse en Inglaterra, en diciembre solicitó el ingreso en el Royal Flying Corps (RFC), el precursor de la Royal Air Force (RAF).
Después de recibir instrucción en Netherabon, cerca de Salisbury, fue asignado en julio de 1917 al Escuadrón 48, el primero que dispuso de biplazas Bristol Fighter, del que fue comandante desde abril de 1918. Además de proteger a los globos aerostáticos de observación y realizar misiones de reconocimiento tras las líneas enemigas, al final de la guerra se le acreditaron 11 derribos de aviones enemigos y 13 gravemente dañados, por lo que recibió diversas condecoraciones como la Cruz Militar Barrada (MC), la Cruz de Vuelo Distinguido (DFC) y la Cruz de Guerra francesa.

## Entreguerras

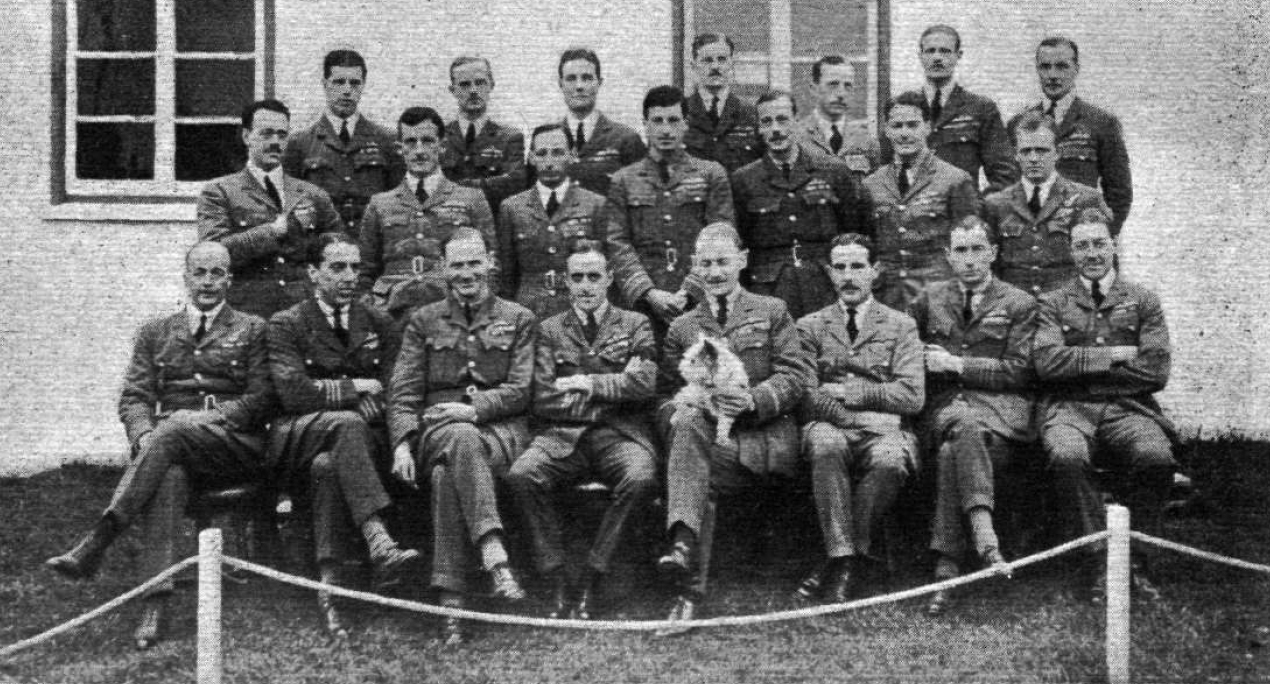
La primera promoción de la escuela militar superior de la RAF. Park es el segundo por la derecha de la fila superior (Andover, 1922)

Park se casó nada más terminar la guerra, el 25 de noviembre de 1918 en Londres, con Dorothy Margarita Parish, una londinense con vínculos familiares en Argentina con la que tuvo dos hijos.
En 1922 fue uno de los 20 oficiales elegidos para asistir al primer curso de la academia de la RAF de Andover. Allí escribió un importante informe estratégico sobre la guerra aérea que se centraba en cuatro puntos: la dispersión en diferentes lugares de los aparatos propios, la necesidad de aviones rápidos para atacar con continuidad los aeródromos enemigos, el control del espacio aéreo por medio de barridos de cazas antes que con escoltas y la conveniencia de la planificación previa en tierra de las operaciones sin recurrir a la improvisación. En 1925 fue declarado incapaz para el vuelo debido a «neurastenia»; siempre arrastró problemas de salud, aunque no le impidieron cumplir con sus obligaciones y vivir hasta una avanzada edad. Después de tres años en Egipto continuó su carrera con una serie de prestigiosos destinos: en agosto de 1926 al Cuartel General del Aire de Uxbridge, entre 1927 y 1929 dirigió un escuadrón de combate, jefe instructor de vuelo en la Universidad de Oxford, desde 1934 hasta 1936 agregado militar del aire para Sudamérica y ayudante de campo del rey Jorge VI en 1937.
Finalmente, en julio de 1938 fue destinado el Estado Mayor del Aire de Bentley Priory, donde sustituyó a Arthur Harris y se convirtió en la mano derecha del mariscal Hugh Dowding. Dowding fue el principal arquitecto del sistema defensivo que sería puesto a prueba cuando en el verano de 1940 la Luftwaffe desencadenó la campaña de ataques aéreos que daría lugar a la que después se conoció como la batalla de Inglaterra. Este sistema se basaba en tres puntos principales: la disponibilidad para el Mando de Cazas de la RAF de dos aparatos punteros para la época, el Spitfire, que se convertiría en icono de la defensa de la isla, y el Hurricane, inferior en prestaciones, pero más barato y más fácil y rápido de fabricar y reparar; el desarrollo del radar que, junto con un cuerpo de observadores en tierra, debía permitir detectar con antelación suficiente los ataques enemigos y, por último, el control del flujo de información a través de estaciones de mando, cuyo centro era el cuartel general de Bentley Priory, que canalizaban los datos hacia y desde los tres grupos en que se había dividido el espacio aéreo de Gran Bretaña.
Aunque su misión era principalmente la coordinación operativa de las misiones de los cazas, también influyó en la estrategia, a veces ante la inicial oposición de Dowding, de quien se ganó un gran respeto; por ejemplo fue idea suya filtrar los datos de radar en Bentley Priory antes de comunicar los resultados a los grupos. Ya desde 1938 Park, partidario de la libre iniciativa de los comandantes de los escuadrones, fue muy crítico con las formaciones estándar de combate que se enseñaban a los pilotos en los manuales oficiales de la RAF. Tales formaciones, los «Ataques al Área de Combate», eran muy complejas y poco realistas por lo que quedaron arrinconadas en la práctica, a pesar de que se siguieron enseñando hasta 1941. Park defendía que la mejor manera de romper una formación de bombarderos era con un ataque frontal que la atravesara, algo particularmente desagradable para las tripulaciones de las principales clases de bombarderos alemanes, que viajaban juntos en la parte delantera protegidos solo por una pantalla transparente. Ese mismo año se mostró a favor de que, como terminaron haciendo las USAAF, los cazas de la RAF fueran armados con ametralladoras de 0,5 pulgadas de calibre, frente al estándar de rifle de 0,303 finalmente adoptado.

## Segunda Guerra Mundial

### La batalla de Francia y Dunkerque
Al comienzo de la Segunda Guerra Mundial la defensa del espacio aéreo británico estaba dividida en tres zonas: el Grupo 13, al mando de Richard Saul era responsable de Escocia y el norte; el 12, dirigido por Trafford Leigh-Mallory, de las Midlands; y el 11 del sur, el sector más importante, que incluía Londres y del que Park fue nombrado comandante el 20 de abril de 1940, además de ser ascendido a vicemariscal del Aire. Su primer cometido importante fue coordinar la evacuación de Dunkerque con la Royal Navy, donde fueron derribados 177 aviones británicos por 240 de la Luftwaffe, un éxito parcial, aunque en el conjunto de la campaña de Francia la RAF perdió 959 aparatos, de los cuales la mitad eran cazas, y 435 aviadores, mientras la Luftwaffe sufrió la destrucción de la mitad de su fuerza operativa, unos 1428 aparatos.

### La batalla de Inglaterra

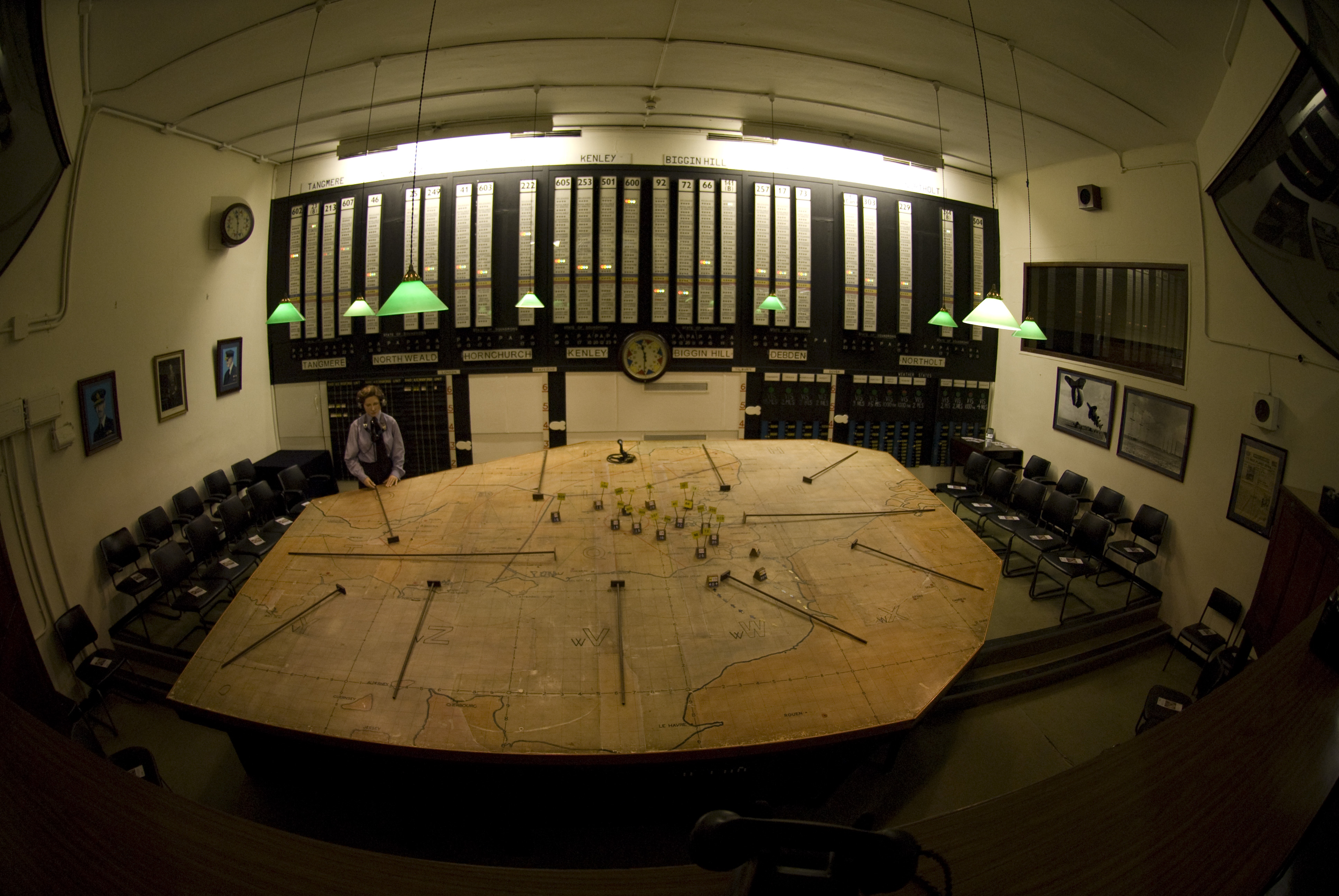
Aspecto de la restaurada sala de operaciones del Grupo 11 en Uxbridge.

Después de Dunkerque, los alemanes elaboraron planes para la invasión de Gran Bretaña, la Operación León Marino, pero la Kriegsmarine había advertido de que para que la operación tuviera probabilidades de éxito primero la Luftwaffe debía asegurarse la superioridad aérea. Una derrota del Mando de Cazas podía significar vía libre para la invasión o que, pese a la firmeza del gabinete de Winston Churchill, se impusiera finalmente el punto de vista de aquellos que, como lord Halifax, consideraban la situación tan precaria que estaban dispuestos a negociar con la Alemania nazi, negociación de la que Adolf Hitler se mostraba deseoso para evitar a la larga una guerra en dos frentes.
Dowding y Park decidieron que, para organizar la defensa de manera eficiente, el Grupo 11 era demasiado extenso y el 8 de julio de 1940 crearon el Grupo 10 segregando sus tres sectores más occidentales. Para dirigirlo eligieron al vicemariscal sudafricano Quintin Brand. Después de la reorganización, el Grupo 11, responsabilidad directa de Park desde el cuartel general de Uxbridge, estaba dividido en siete sectores controlados desde Tangmere (A), Kenley (B), Biggin Hill (C), Hornchurch (D), North Weald (E), Debden (F) y Northolt (Z).
Dowding y Park, ante la oposición de William Sholto Douglas y Leigh-Mallory que propugnaban una estrategia más agresiva, decidieron que lo más importante era defender el Mando de Cazas y su infraestructura antes que ocasionar pérdidas elevadas a la Luftwaffe; para lo cual era prioritario atacar a los bombarderos y, salvo que hicieran misiones de escolta, se debía intentar evitar grandes enfrentamientos entre cazas.  Para Park además la unidad básica de combate era el escuadrón y, cuando podía, los utilizaba individualmente antes que en grandes formaciones, como el «Ala Grande» de Leigh-Mallory. El «Ala Grande» necesitaba un tiempo para formarse que Park consideraba crítico, ya que intentaba realizar salidas solo cuando constataba la dirección del ataque, lo que además evitaba que los aviones fueran sorprendidos en tierra al repostar después de una falsa salida. Además sospechaba acertadamente que las grandes formaciones exageraban el número de derribos, entre otras razones por las reivindicaciones múltiples. Una intercepción en el momento preciso facilitaba también la preferencia de Park por entablar combate sobre tierra, evitando pérdidas de pilotos en el canal de la Mancha. Sin embargo, la batalla comenzó en julio de 1940 con ataques a convoyes en el canal, que la RAF se veía obligada a intentar proteger. El día 19, Park emitió una directriz en la que ordenaba a los Spitfire elevarse para luchar contra la escolta de cazas, mientras que se encargaba a los Hurricane la tarea de enfrentarse a más baja altura a los bombarderos. Park también intentó fomentar que los escuadrones se distribuyeran en tres secciones de cuatro cazas, como hacía la Luftwaffe, frente a la formación típica de tres en uve, aunque la RAF tardó en darse cuenta de las desventajas y Dowding, pese a estar de acuerdo, lo consideró un cambio demasiado radical para implantarlo en plena batalla.

Disposición general durante la batalla de Inglaterra. El Grupo 11, al sudeste de Inglaterra, era la principal responsabilidad de Keith Park.

La estrategia de Park de centrarse en los bombarderos obligó a Göring, después de las pérdidas sufridas por la Luftwaffe en las operaciones iniciadas el 13 de agosto (el «Día del Aguila»), a ordenar el 15 de agosto un uso más intensivo de cazas para proteger sobre todo a los vulnerables Stuka. Esto, unido a la vulnerabilidad que habían demostrado los Bf 110, exigía al máximo a los staffeln de Bf 109 y se convertiría en un factor enormemente limitante para los ataques alemanes. Al día siguiente Churchill visitó el cuartel general de Park en Uxbridge en compañía de su jefe de Estado Mayor, el general Hastings Ismay. Animado por el éxito de los días precedentes, cuando regresaban Churchill le dijo a Ismay: «Jamás en la esfera de los conflictos humanos se ha debido tanto a tan pocos», frase que después utilizaría en su famoso discurso del 20 de agosto ante la Cámara de los Comunes.
Siguió una fase de desgaste en la que Albert Kesselring centro sus esfuerzos en el ataque a aeródromos para obligar al Mando de Cazas a una lucha directa, y a las fábricas militares. El día 5 de septiembre, en respuesta a la inquietud de Dowding al respecto, Park emitió una orden para que se trataran de interceptar con más antelación los ataques a fábricas con el respaldo del Grupo 10 y, además de las plantas ya atacadas, señaló como vitales para la RAF las instalaciones de Southampton donde se fabricaba el Spitfire. De todas formas, aunque a principios de septiembre Dowding y Park, estaban preocupados por la presión creciente que sufrían sus pilotos, por el elevado número de bajas entre pilotos inexpertos, y por el ritmo al que llegaban nuevos procedentes de las unidades de instrucción, Park ya creía en ese momento que el desgaste de la Luftwaffe era mucho mayor y que, sosteniendo un índice de pérdidas similar, la RAF conseguiría la victoria.
El día 7 de septiembre la Luftwaffe realizó el primer ataque masivo y deliberado sobre Londres. Ese mismo día Park había dictado una instrucción para que los cazas no interceptaran los bombarderos tomando demasiada altura ya que esto les daba tiempo a alcanzar sus objetivos sin ser atacados. Ese día 348 bombarderos y 617 cazas avanzaron directamente hasta Londres, con lo que la novedad del ataque cogió por sorpresa a los controladores, a lo que siguió un bombardeo nocturno al que el Mando de Cazas no podía responder de manera efectiva. La Luftwaffe perdió 23 cazas, igual número que la RAF, y 14 bombarderos. Park se subió a su Hurricane, «OK1», para inspeccionar los daños en las áreas civiles y, aunque comprobó que el East End estaba en llamas, coincidió con Dowding en que, desde un punto de vista estrictamente militar era beneficioso que los alemanes desviaran su atención de los aeródromos. En días sucesivos dio orden de que los Spitfire de Biggin Hill, que además ascendían más rápidamente, se enfrentaran desde el principio con las escoltas y, preocupado por la falta de coordinación en las intercepciones, que siempre que fuera posible los controladores hicieran operar conjuntamente escuadrones con base en la misma estación o, en su caso, de las adyacentes.
El 15 de septiembre de 1940, que después sería conocido como el «Día de la batalla de Inglaterra», Kesselring decidió desencadenar un ataque masivo con cerca de 1120 aviones: casi 500 bombarderos, 120 cazas Bf 110 y 500 Bf 109. Park envió contra ellos todas sus fuerzas disponibles de cazas, un total de 630 Hurricane y Spitfire, en un día en que además Churchill había decidido nuevamente visitar Uxbridge. Es célebre la respuesta de Park a la pregunta del primer ministro, preocupado por las reservas disponibles ante la avalancha de atacantes: «Ninguna». Al suponer ya que el objetivo principal era Londres, Park dispuso intercepciones más retrasadas para obligar a los Bf 109 a combatir más cerca del límite de sus reservas de combustible, con la ventaja adicional de que de ser sus pilotos derribados lo serían sobre tierra y no sobre el canal de la Mancha. Al final del día la Luftwaffe había perdido 56 aparatos con 81 tripulantes muertos y la RAF 28 cazas y 12 pilotos.
El día 17 de septiembre una orden de Hitler comunicó que el inicio de la operación León Marino, previsto para el 21 de septiembre, se aplazaba hasta nuevo aviso. Aunque los preparativos continuaron como medida de distracción, el aplazamiento finalmente resultó definitivo, y la batalla entró poco a poco en la fase más característica del Blitz a medida que el ejército alemán y la Luftwaffe se concentraban en el proyecto de invasión de la Unión Soviética, la Operación Barbarroja, según una directriz de Hitler emitida el 18 de diciembre de 1940. En el balance global la Luftwaffe perdió 1887 aviones, de los que 873 eran cazas; y la RAF 1547, 1023 pertenecientes al Mando de Cazas, 148 a la Unidad Costera y 376 al Mando de Bombarderos. En cuanto a pérdidas humanas, los alemanes perdieron un total 2698 aviadores, por 544 del Mando de Cazas y 801 del Mando de Bombarderos, que además registró otros 200 hechos prisioneros. El Mando de Cazas, responsable de la casi totalidad de los derribos de aviones alemanes, hizo fracasar con claridad el intento de la Luftwaffe de conseguir superioridad aérea sobre el sudeste de Inglaterra.
Mientras tanto, Dowding y Park eran objeto de críticas dentro de la RAF. El origen de los problemas, que se expusieron en una reunión celebrada el 17 de octubre en el Ministerio del Aire, era doble: las malas relaciones y falta de coordinación entre Park y Leigh-Mallory, y el supuesto descuido de ambos en el desarrollo de métodos para el combate nocturno. Dowding debió abandonar el mando del Mando de Cazas el 25 de noviembre, días después del bombardeo de Coventry, y Park, que el 4 de diciembre había sido nombrado caballero de la Orden del Baño (CB), fue relevado del mando del Grupo 11 el 18 de diciembre y sustituido por Leigh-Mallory; mientras que Richard Saul, a quien Park consideraba como el candidato más apropiado para su puesto, se hacía cargo del Grupo 12. Park fue transferido al Grupo 23, la Unidad de Instrucción de pilotos, donde pudo constatar las deficiencias que había criticado con Dowding meses atrás, y se dedicó a reorganizarla hasta que, en enero de 1942, se le destinó a Egipto, para ocuparse de la defensa aérea del delta del Nilo durante la guerra del desierto.
Keith Park fue el principal responsable operativo de la utilización del «sistema Dowding» durante la batalla de Inglaterra y, después de décadas de escrutinio tanto de la estrategia global como de las decisiones tácticas del día a día, hay coincidencia general entre los especialistas en que su dirección de los combates es difícilmente mejorable. Sus criterios, como su oposición al Ala Grande, se demostraron siempre acertados y no cesaba de comunicarlos, de informar e intentar influir a todos los niveles: el volumen de documentación que generó es superior al de todos los demás jefes de grupo juntos. También dejó acreditadas sus dotes de liderazgo: durante la batalla no dejaba de desplazarse con su Hurricane por los aeródromos, especialmente los que había sido atacados; y se preocupaba constantemente por el bienestar y la moral de sus pilotos, que le dispensaban un general aprecio. Sus rivales también reconocieron sus méritos: según un informe de evaluación alemán al que tuvieron acceso los servicios de inteligencia británicos en 1944, Park se había ganado el apelativo de «defensor de Londres».

### Malta

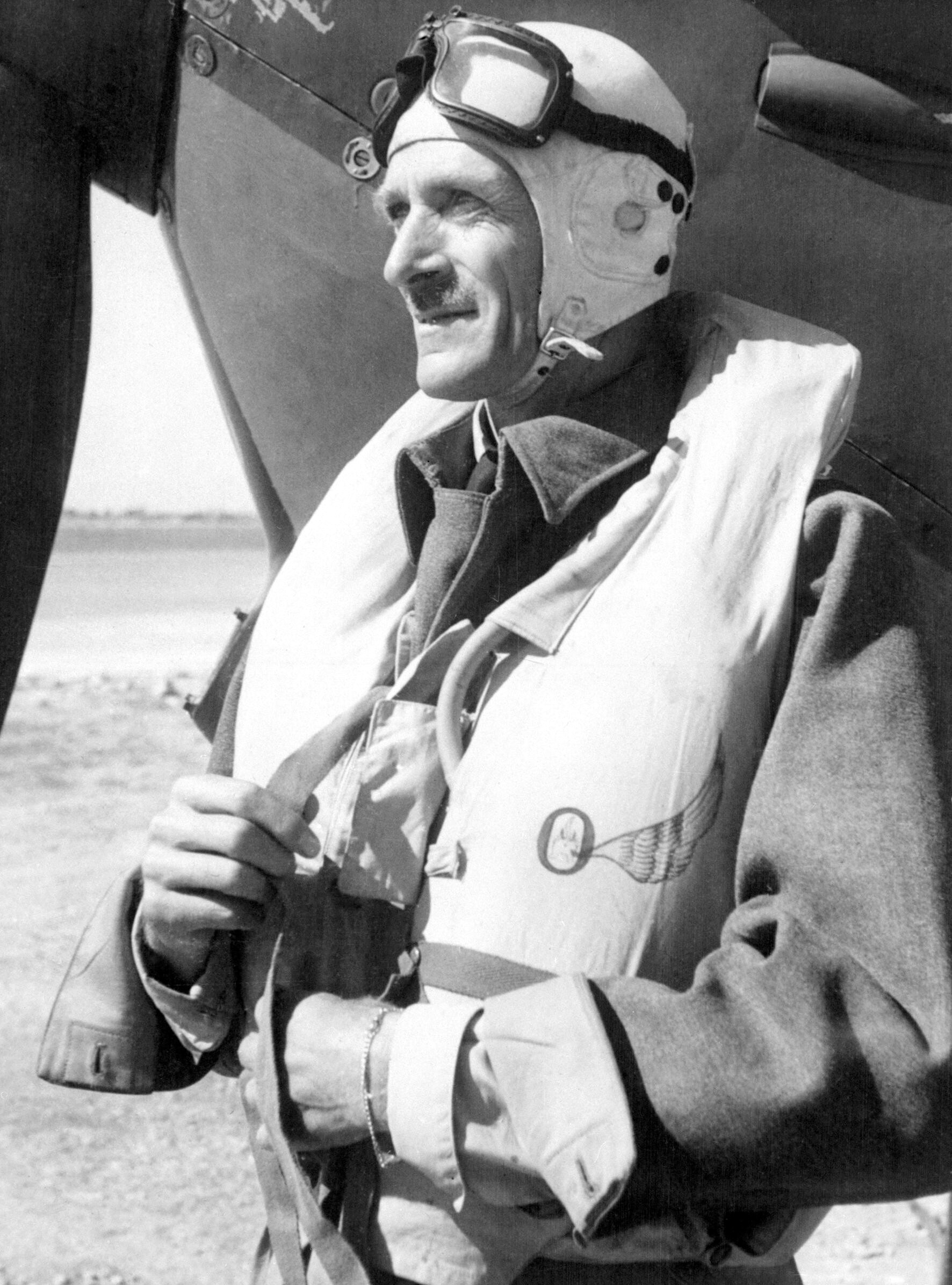
Keith Park ante su Hurricane (Malta, septiembre de 1942)

El 5 de julio de 1942 Park llegó a Malta para sustituir al vicemariscal Hugh Lloyd como responsable de las defensas aéreas de la isla. Durante su asedio Malta había pasado por grandes dificultades, con constantes bombardeos de la Luftwaffe sobre los aeródromos y el puerto de La Valeta, y se había visto amenazada de desabastecimiento tras la destrucción en marzo de un convoy con provisiones. La situación ya había mejorado antes del nombramiento de Park con la llegada de unos 60 Spitfire de refuerzo y la cancelación de los planes de Albert Kesselring para una invasión aerotransportada, la Operación Hércules.
Park volvía a enfrentarse con Kesselring, pero esta vez tenía margen para una estrategia más ofensiva, y terminó con los bombardeos alemanes ordenando intercepciones más avanzadas. En noviembre, mes en que se le concedió el título de caballero de la Orden del Imperio Británico (KBE), comenzaron a llegar convoyes con más normalidad, y Park se pudo concentrar en apoyar desde Malta las operaciones aliadas en el Mediterráneo que culminarían en el verano de 1943 con la invasión de Sicilia.

### Birmania

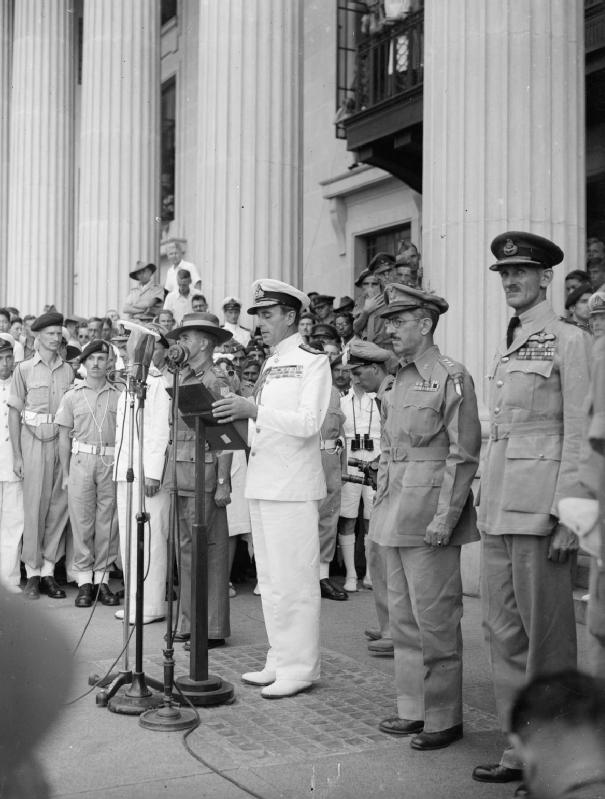
Discurso del almirante Luis Mountbatten después de la ceremonia de rendición japonesa. Park es el primero por la derecha. (Singapur, 12 de septiembre de 1945)

En enero de 1944 fue ascendido a mariscal del Aire y regresó a Egipto, hasta que a la muerte de Leigh-Mallory a finales de 1944, ocupó en febrero de 1945 su puesto como comandante en jefe de la RAF en el sudeste de Asia. Durante la campaña de Birmania, conjuntamente con las USAAF, organizó el abastecimiento aéreo del 14.º Ejército del general William Slim, en su avance desde el río Irawadi hasta las cercanías de Rangún, que fue tomada el 3 de mayo. El 12 de septiembre de 1945 asistió al acto de la rendición japonesa ante Luis Mountbatten  en Singapur. El mismo año los estadounidenses le concedieron la Legión del Mérito.

### Final de la guerra y salida de la RAF
Finalizada la guerra, en 1946 el Jefe de Estado Mayor del Aire, Arthur Tedder, hizo saber a Park que no disponía de un puesto apropiado para él en la RAF, por lo que tuvo que jubilarse en diciembre del mismo año tras ser nombrado caballero de la Gran Cruz de la Orden del Baño (GCB). Esto no significaba que Tedder tuviera poco aprecio por la labor de Park, al contrario, unos meses después pronunció unas muy citadas palabras sobre él en un discurso ante la Sociedad de Nueva Zelanda en Londres:

Si hubo un hombre que ganó la batalla de Inglaterra, fue él. No creo que hayamos llegado a darnos cuenta de que este hombre, con su liderazgo, sus opiniones sosegadas y su capacidad, salvó no solo a este país sino al mundo.
Lord Tedder (Londres, febrero de 1947)

La opinión de Tedder es hoy generalmente aceptada. La hoja de servicios de Park durante la Segunda Guerra Mundial, no solo durante la batalla de Inglaterra sino también durante la defensa de Malta y la campaña de Birmania lo acreditan. Nunca derrotado y hábil tanto en el ataque como en la defensa, su reputación es indiscutible y ha llegado a ser definido como «el mayor comandante de cazas» en la historia de la aviación militar.

## Trayectoria posterior y últimos años
Finalizada la guerra, Park fue uno de los militares, acompañado entre otros por Harold Alexander, que asesoraron a Winston Churchill durante la redacción de su obra La Segunda Guerra Mundial. Una vez retirado de la RAF, se dedicó a negocios relacionados con la aviación en la Hawker Siddeley Aircraft Co., para quien en 1947 negoció un pedido de aparatos en Argentina aprovechando su previa relación con Juan Domingo Perón. La compañía le ofreció ser su representante desde Auckland para la zona del Pacífico y ocupó ese puesto hasta 1960.
Desde 1951 presidió la comisión encargada de la construcción del Aeropuerto Internacional de Auckland, que comenzó a operar en 1966, y fue él quien convenció al gobierno en 1955 de que adquiriera los terrenos en la que fue su definitiva ubicación. También fue concejal de la ciudad de Auckland durante tres mandatos, entre 1962 y 1971.
En septiembre de 1951 fue asesinado en Malasia su hijo Colin, oficial entonces del cuerpo de policía del estado de Perak. Su mujer, Dol, falleció en agosto de 1971. Sir Keith Rodney Park murió el 6 de febrero de 1975 y recibió un funeral con honores militares en la Catedral de la Santísima Trinidad. En septiembre la RAF celebró un acto en su honor en la Iglesia de San Clemente de los daneses. Allí uno de sus principales críticos durante la batalla de Inglaterra, Douglas Bader, gran defensor entonces del «Ala Grande» que tanto exasperaba a Park, le rindió un generoso reconocimiento:

La batalla de Inglaterra fue controlada, dirigida y conducida hasta su victorioso final por el hombre cuya memoria hoy honramos.
Douglas Bader (Londres, 1975)